# Barbosa Neto (político, 1964)
Sebastião Augusto Barbosa Neto, mais conhecido como Barbosa Neto (Goiânia, 3 de fevereiro de 1964) é um político brasileiro que foi deputado estadual e deputado federal por Goiás.